# Păușa, Sălaj
Păușa este un sat în comuna Românași din județul Sălaj, Transilvania, România.

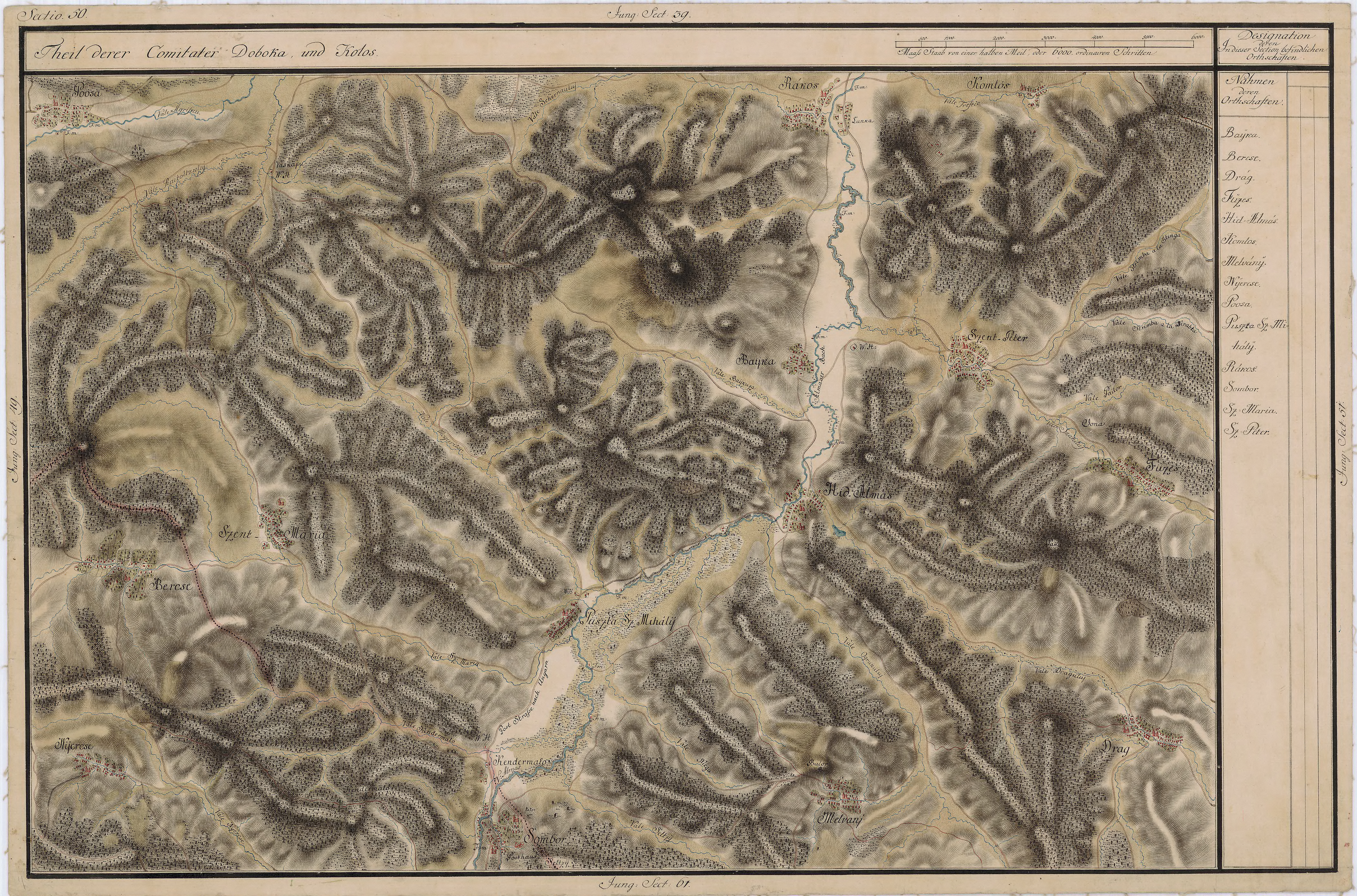
Păuşa în Harta Iosefină a Transilvaniei, 1769-73

## Lăcașuri de cult
- Biserica ortodoxă „Nașterea Maicii Domnului"
- Biserica baptistă din Păușa, Sălaj
- Biserica catolică din Păușa, Sălaj
- Biserica penticostală din Păușa, Sălaj

## Imagini

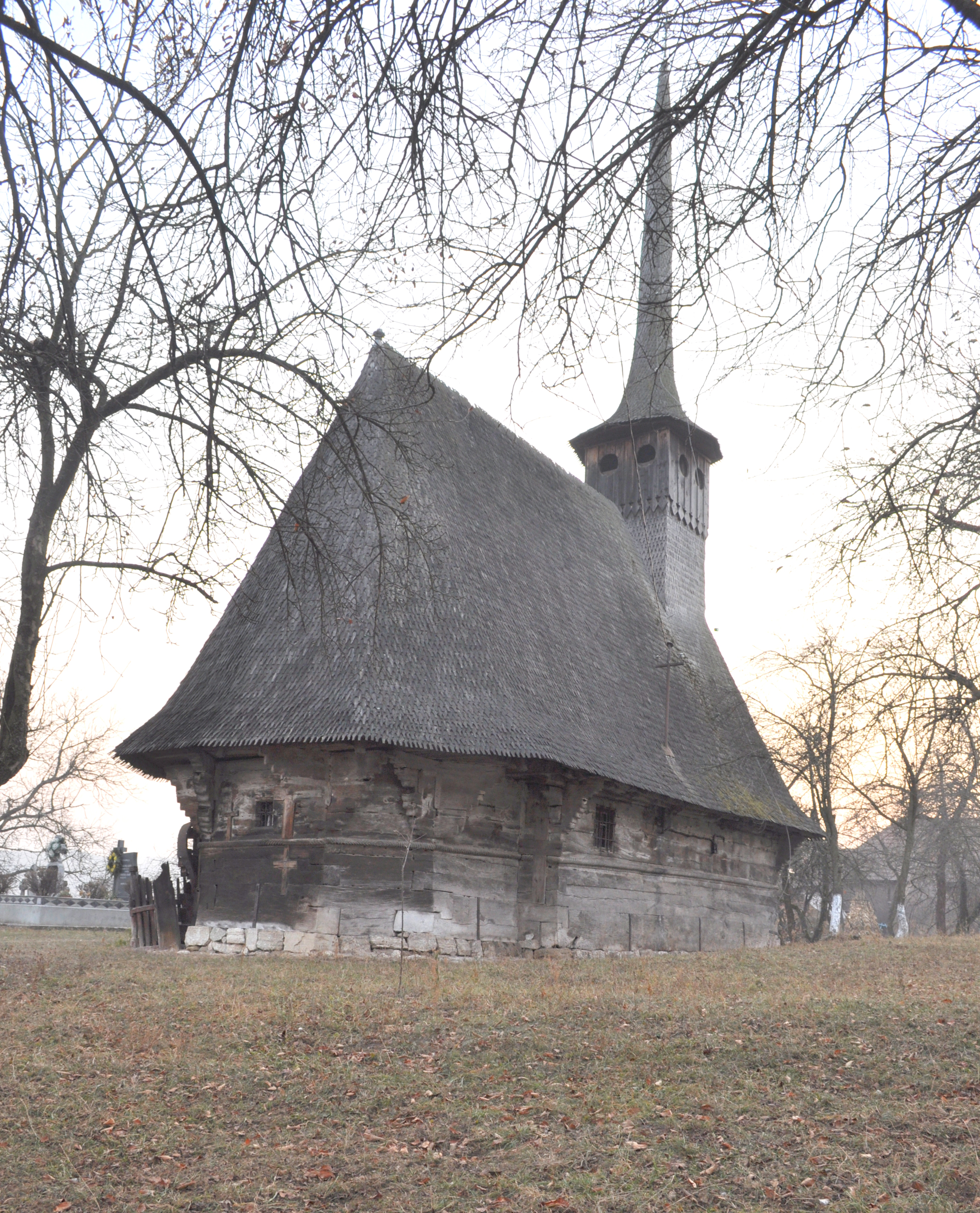
Biserica de lemn „Sfântul Ierarh Nicolae”
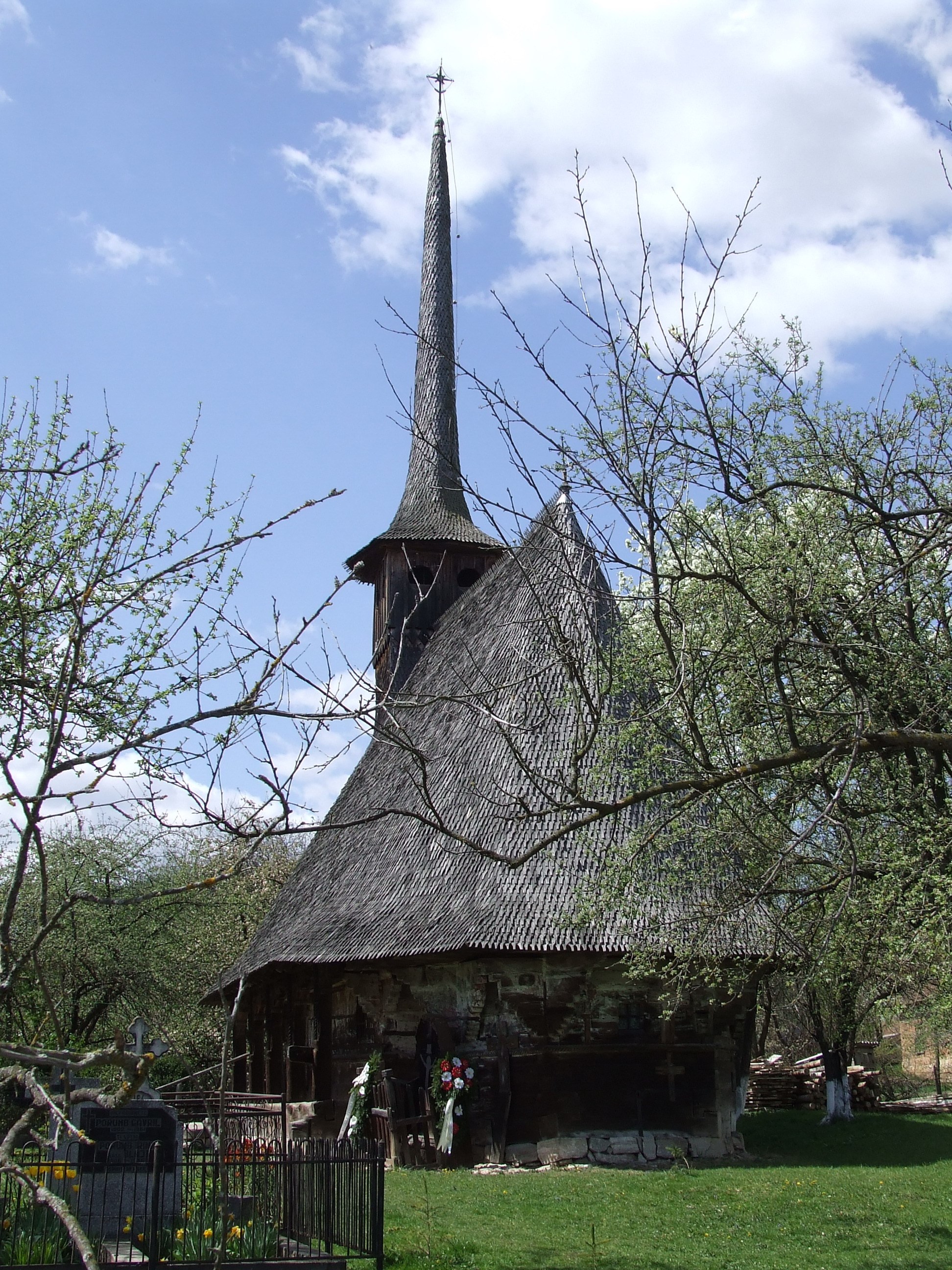
Biserica de lemn din Păușa
Biserica ortodoxă „Nașterea Maicii Domnului”
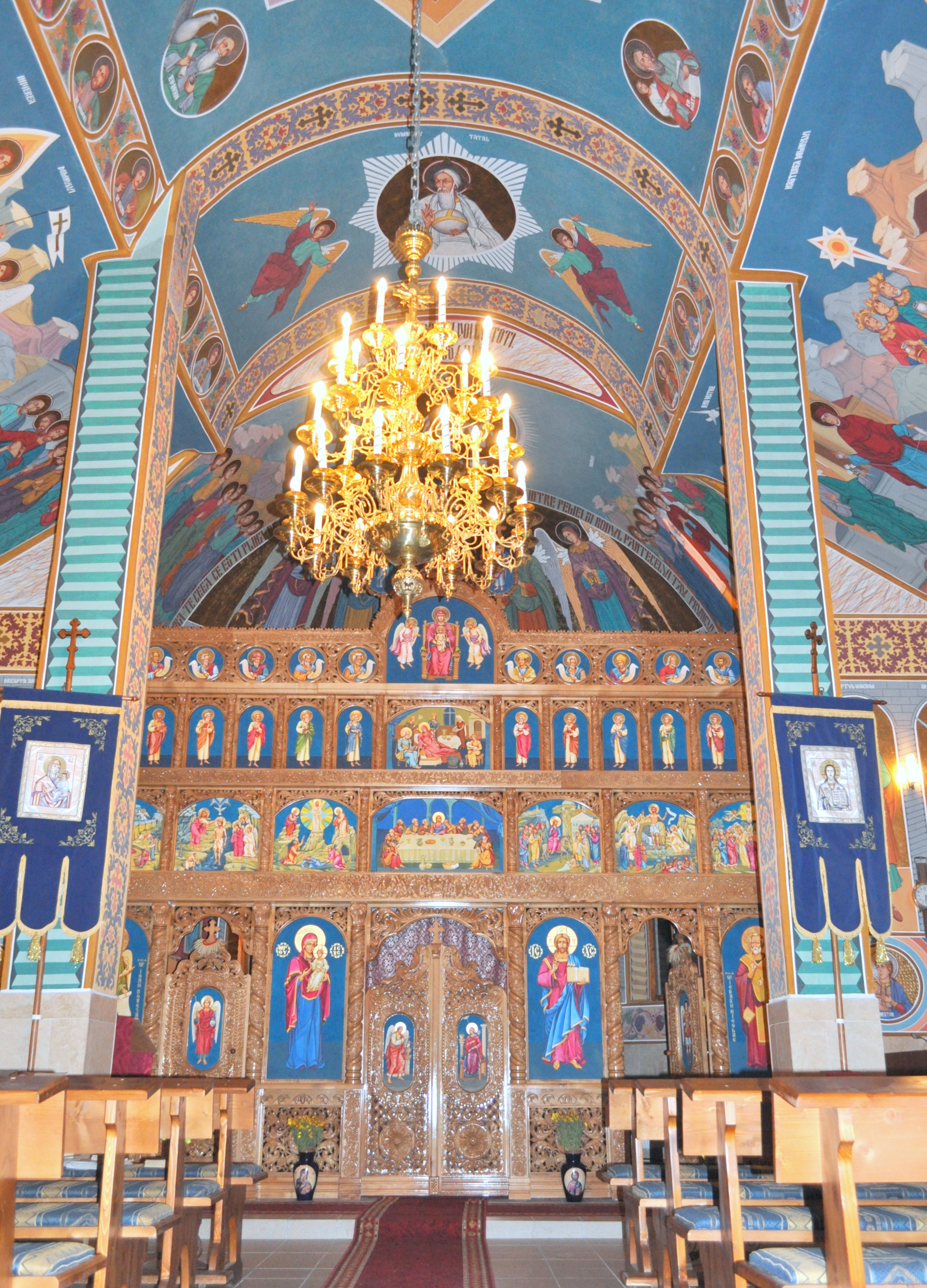
Biserica de zid „Nașterea Maicii Domnului” (interior)
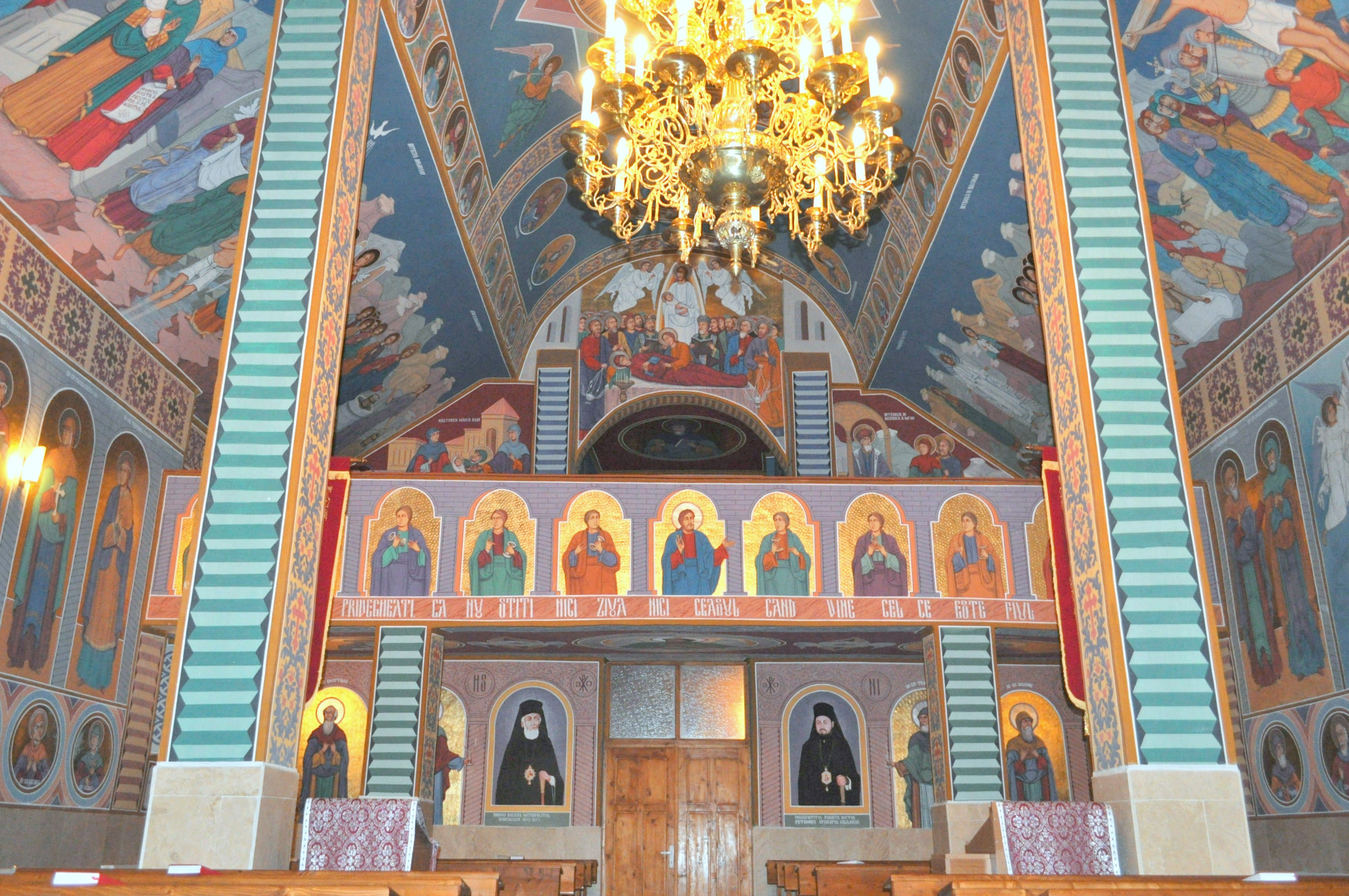
Biserica de zid „Nașterea Maicii Domnului” (interior)
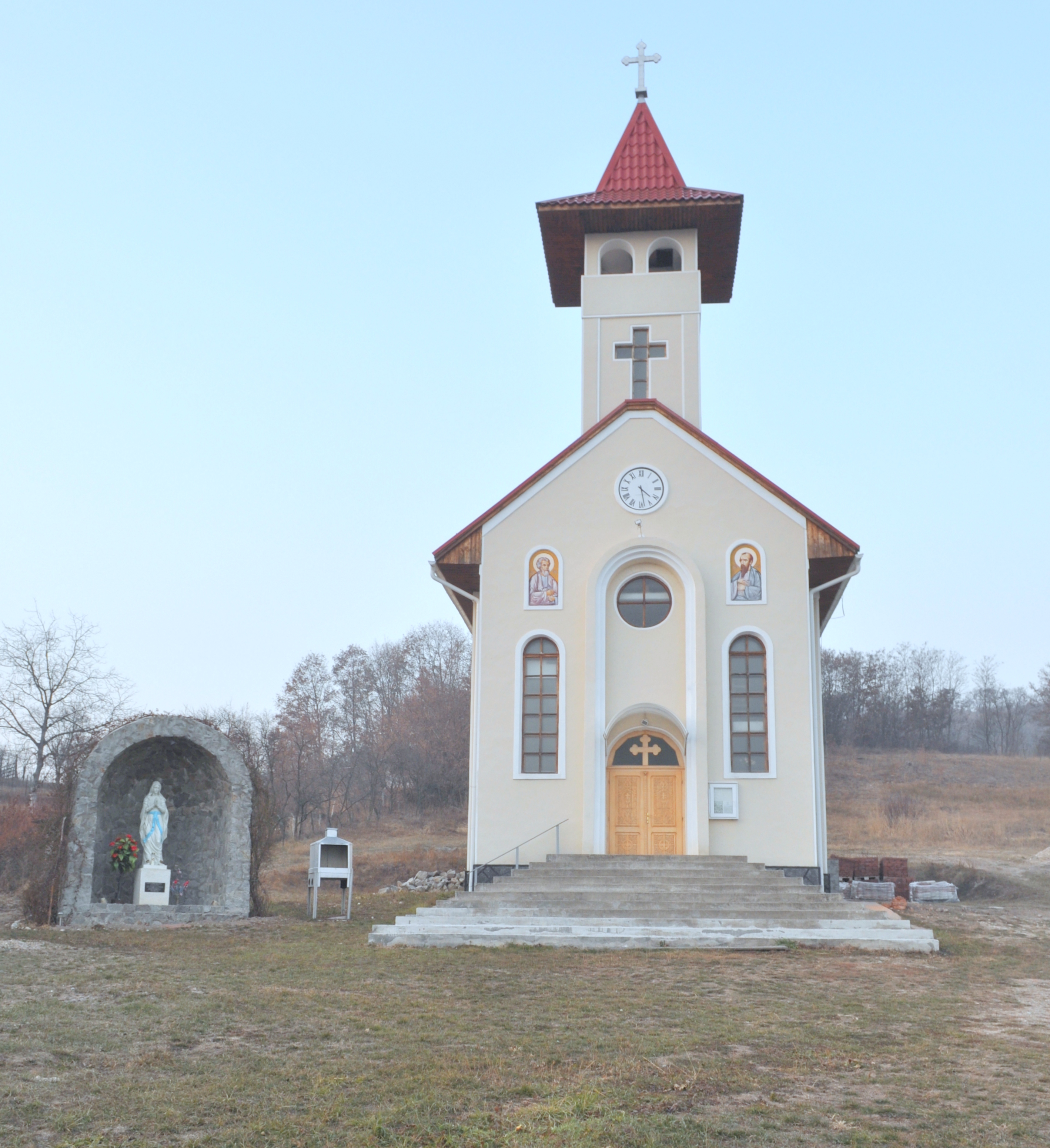
Biserica greco-catolică „Sfinții Apostoli Petru și Pavel”